# Carly (Vorname)
Carly ist ein weiblicher Vorname. Er ist die im englischen Sprachraum verbreitete weibliche Form von Carl und Charles, die sich wiederum ableiten von Karl.

## Namensträgerinnen
- Carly Chaikin (* 1990), US-amerikanische Schauspielerin
- Carly Lorraine Crouch (* 1982), US-amerikanische evangelische Theologin
- Carly-Sophia Davies (* 1995 oder 1996), britische Schauspielerin
- Carly Fiorina (* 1954d), US-amerikanische Politikerin und frühere Managerin
- Carly Gullickson (* 1986), US-amerikanische Tennisspielerin
- Carly Rae Jepsen (* 1985), kanadische Singer-Songwriterin
- Carly McKillip (* 1989), kanadische Schauspielerin und Sängerin
- Carly Oates (* 1984), US-amerikanische Schauspielerin und Model
- Carly Patterson (* 1988), US-amerikanische Turnerin
- Carly Pearce (* 1990), US-amerikanische Countrysängerin
- Carly Pope (* 1980), kanadische Schauspielerin
- Carly Schroeder (* 1990), US-amerikanische Schauspielerin
- Carly Shaw-MacLaren (* 1996), kanadische Fußballschiedsrichterin
- Carly Simon (* 1943), US-amerikanische Sängerin und Songwriterin
- Carly Smithson (* 1983), irische Soul-, Pop-, Rock- und Metal-Sängerin sowie Songschreiberin
- Carly Telford (* 1987), englische Fußballtorhüterin